# Aeroportul Poznań–Ławica
Aeroportul Poznań-Ławica (IATA: POZ, ICAO: EPPO) este un aeroport din Poznań, Voievodatul Polonia Mare, Polonia ce deservește zona Poznań. Aeroportul a fost tranzitat în 2022 de 2.252.428 de pasageri. A fost deschis în 1913 și numit după Henryk Wieniawski.
Situat la o altitudine de 94 m, aeroportul dispune de 1 pistă.

## Infrastructură

### Piste
Aeroportul dispune de o singură pistă. Pista 10/28 are suprafața de asfalt și dimensiunile 2.504 m × 50 m. 